# Le đuôi chồn Tây Nguyên
Le đuôi chồn Tây Nguyên, còn gọi là việt sặt lông, tên khoa học Vietnamosasa ciliata, là một loài thực vật có hoa trong họ Hòa thảo. Loài này được (A.Camus) T.Q.Nguyen miêu tả khoa học đầu tiên năm 1990.